# Chiến dịch tấn công Gorlice–Tarnów
Chiến dịch tấn công Gorlice–Tarnów là một chiến dịch quân sự lớn do khối Liên minh Trung tâm tổ chức nhằm vào quân đội Nga trên Mặt trận phía Đông của Chiến tranh thế giới thứ nhất. Chiến dịch kéo dài từ ngày 2 tháng 5 cho đến cuối tháng 6 năm 1915 trên địa phận Galicia thuộc Áo, nơi đã bị quân Nga đánh chiếm trong các trận đánh vào mùa thu 1914 và mùa xuân 1915. Kết thúc chiến dịch, tập đoàn quân số 11 Đức cùng các tập đoàn quân số 2, 3 và 4 Áo-Hung dưới sự chỉ huy chung của đại tướng August von Mackensen đã giải phóng hầu hết Galicia và gây thiệt hại hết sức nặng nề cho phương diện quân Tây Nam Nga do tướng Nikolay I. Ivanov chỉ huy. Đây được xem là một trong những thắng lợi lớn nhất của quân đội Đức hoàng trong cuộc chiến.

## Bối cảnh
Vào mùa xuân năm 1915, thừa lệnh hoàng đế Wilhelm II, đại tướng tổng tham mưu trưởng quân đội Đức Erich von Falkenhayn xoáy trọng tâm sang chiến trường Đông Âu và giữ thế phòng ngự trên chiến trường Tây Âu. Tại Đông Âu, những thắng lợi dồn dập của Nga trước Áo-Hung tại Galicia đã buộc đại tướng Franz Conrad von Hötzendorf - tổng tham mưu trưởng quân đội Áo phải cầu viện người Đức và cho phép họ chỉ đạo các chiến dịch chung. Nhận thấy Nga đang gặp nhiều rắc rối về hậu cần, Falkenhayn tin rằng họ sẽ không chống nổi một cuộc tấn công đại quy mô của quân Đức được yểm trợ chặt chẽ bởi pháo binh. Trong khi bộ đôi chỉ huy quân Đức ở phía Đông là thống chế Paul von Hindenburg và đại tướng Erich Ludendorff chủ trương giáng một đòn hợp vây lớn vào các cánh quân Nga trên mạn bắc, Conrad đề xuất một cuộc tấn công lớn tại khu vực Gorlice - Tarnow nhằm buộc quân Nga rút khỏi dãy Karpath. Sau khi cân nhắc cả hai bản kế hoạch, Falkenhayn chấp thuận kế hoạch của Conrad nhằm tấn công trên một mặt trận rộng 48 km giữa sông Wisla và dãy Karpath vào đầu tháng 5, và được sự tán thành của Đức hoàng. 
Sau khi quyết định áp dụng kế hoạch của Conrad, Bộ Tư lệnh tối cao Đức đổ một lượng lớn binh lực (trong đó có 8 sư đoàn vừa mới thành lập) vào Galicia và lập ra tập đoàn quân số 10 (300.000 quân) do đại tướng August von Mackensen chỉ huy. Là mũi nhọn của cuộc tấn công sắp tới, đội hình tập đoàn quân này bao gồm quân đoàn Vệ binh Phổ, quân đoàn Dự bị XXXXI, quân đoàn VI Áo-Hung, sư đoàn bộ binh 11 Bayern, sư đoàn bộ binh 19 và quân đoàn X Phổ. Để đảm bảo thắng lợi cho cuộc tấn công, Bộ Tư lệnh phe Trung tâm đặt luôn tập đoàn quân số 3 của Áo-Hung (thượng tướng bộ binh Svetozar Boroević chỉ huy) trong tay Mackensen. Mặc dù Mackensen trên danh nghĩa phải nghe lệnh cả bộ chỉ huy tối cao Đức lẫn Áo-Hung, Conrad chỉ được phép ban bố mệnh lệnh cho Mackensen sau khi đã có đồng thuận của Falkenhayn. Đồng thời, đại tá Hans von Seeckt - tham mưu trưởng của Mackensen được quyền trực tiếp liên lạc với bộ chỉ huy tối cao và qua đó hình thành một bộ đôi chỉ huy hiệu quả.
Nhằm che giấu công tác chuẩn bị của mình, khối Trung tâm mở một vài đòn mồi nhử trên hai mặt trận phía Đông và phía Tây. Cuối tháng 4, Hindenburg tấn công các đơn vị Nga trên mạn bắc, buộc Nga phải bị động triển khai quân ở đây. Ở phía tây, quân Đức dùng hơi ngạt tấn công quân Pháp và quân Anh tại Ypres. Trong khu vực Gorlice - Tarnow, sĩ quan và lính tuần tiễu Đức mặc quân phục lính Áo-Hung; và, mặc dù quân Nga đã xác định có lính Đức trong khu vực vào ngày 27 tháng 4, phe Trung tâm lúc này đã hội đủ lực lượng mà không để đối phương hay biết về quy mô quân số của mình. Để bảo vệ sự tuyệt mật, các chỉ huy Đức và Áo cho đến phút chót vẫn không tiết lộ cho binh lính biết bất kỳ điều gì về sứ mệnh sắp tới của họ.

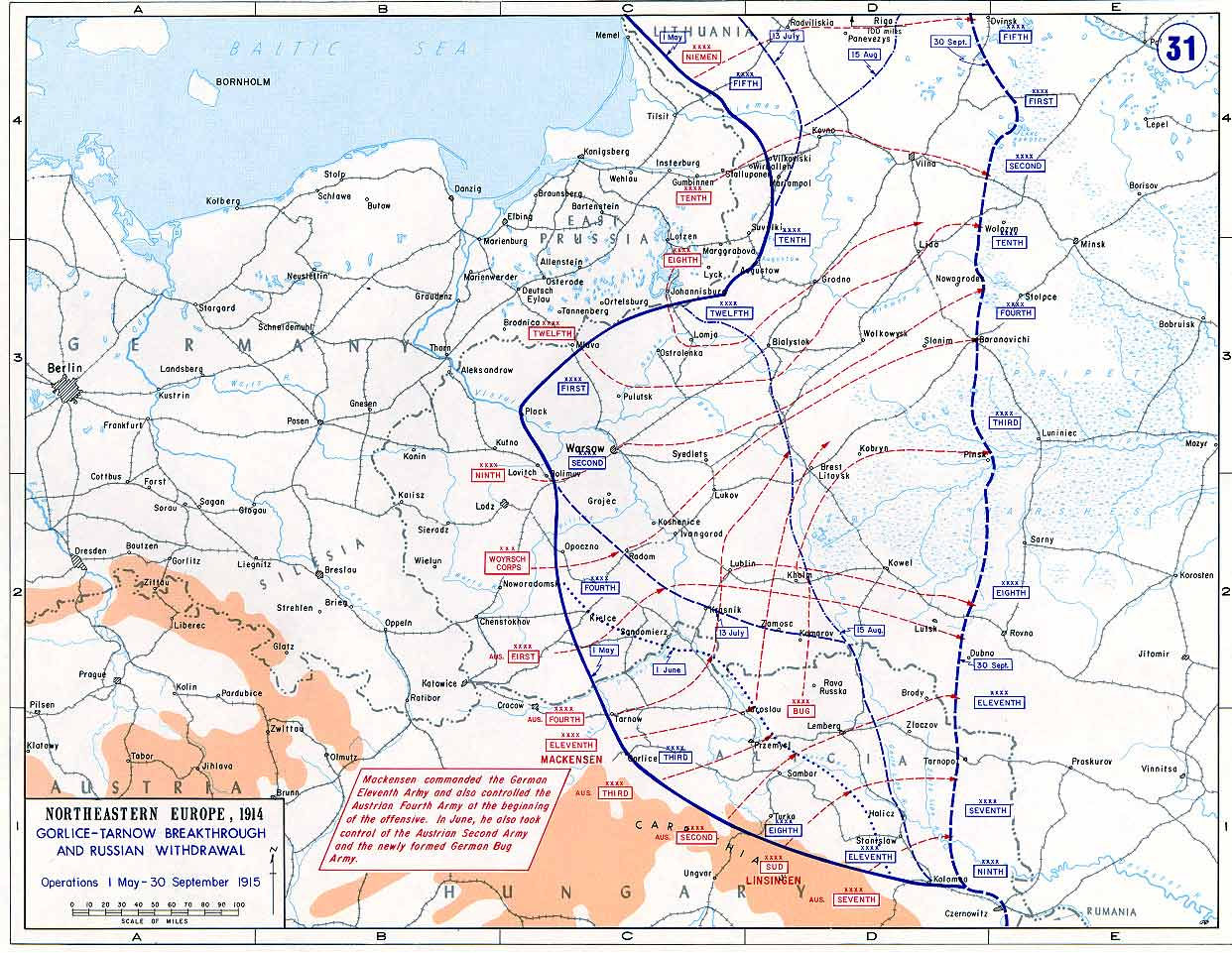
Bản đồ các trận đánh trên Mặt trận phía Đông trong giai đoạn 1 tháng 5 - 30 tháng 9 năm 1915.

Những biện pháp nói trên của khối Trung tâm đã đạt được hiệu quả khi tổng tư lệnh quân đội Nga - đại công tước Nikolay Nikolayevich không lường trước được cuộc tấn công ở Galicia. Tại đây phương diện quân Tây Nam dưới quyền tướng Nikolai I. Ivanov không chỉ được trang bị kém, thiếu hụt tiếp tế mà còn bị dàn trải mỏng. Do Ivanov đã thảy hết quân chủ lực của mình lên miền núi Karpath, tập đoàn quân số 3 Nga dưới quyền tướng Radko Dimitriev (200.000 quân) phải đóng giữ một diện rộng đến 161 km và chỉ có 2 quân đoàn nằm đối diện trực tiếp với các mũi tấn công chính của Mackensen. Liên quân Đức-Áo còn nắm lợi thế áp đảo về pháo binh, với 334 trọng pháo, 12.727 pháo dã chiến và 96 súng cối so với 4 trọng pháo và 675 pháo dã chiến của Dimitriev.
Mackensen cho pháo binh quấy nhiễu trận tuyến Tập đoàn quân số 3 Nga trong suốt ngày 1 tháng 5. Chỉ trong khoảng thời gian từ 13h đến 15 là pháo binh Đức-Áo ngừng bắn để quân tuần tiễu thu thập thông tin mới nhất về địch và để công binh cắt dây thép gai. Đêm hôm ấy, các tổ xung kích Đức đã bí mật tiềm nhập các vị trí tiền tiêu của mình. Khối Trung tâm bố trí quân trừ bị và pháo binh rất sát với quân xung kích. 

## Diễn biến
Trận Gorlice-Tarnow mở màn lúc 6h ngày hôm sau, khi toàn bộ lực lượng pháo binh Đức-Áo ồ ạt bắn phủ đầu đội hình địch. Cho đến thời điểm này, đây là trận pháo bắn chuẩn bị lớn nhất trong lịch sử chiến tranh. Những quả đạn pháo hạng nặng của khối Trung tâm đã cày nát các chiến hào được xây dựng thô sơ của Nga và giết chết hoặc chôn vùi hàng loạt lính Nga. Không thể nào đáp trả, pháo binh Nga nhanh chóng bị câm họng. Sau 4 tiếng đồng hồ pháo kích, bộ binh Đức đồng loạt xung trận vào lúc 10h. Họ chỉ gặp phải sự kháng cự nhỏ, khi phần lớn quân Nga ở tuyến đầu đều vứt súng xin hàng hoặc đơn thuần là bỏ chạy. Tiếp theo đó, quân Đức nhanh chóng khai thác chiến quả và bẻ gãy những đợt phản công vội vã của quân Nga ở tuyến thứ 2 và thứ 3. Một số đơn vị Nga đã chiến đấu anh dũng, nhưng phải lùi bước trước các cuộc công kích từ hai mạn sườn. Tới ngày 5 tháng 5, tập đoàn quân số 11 Đức đã đục được một lỗ hổng lớn trong chiến tuyến quân Nga, loại nhiều đơn vị tiền tuyến và dự bị của Dimitriev khỏi vòng chiến. 

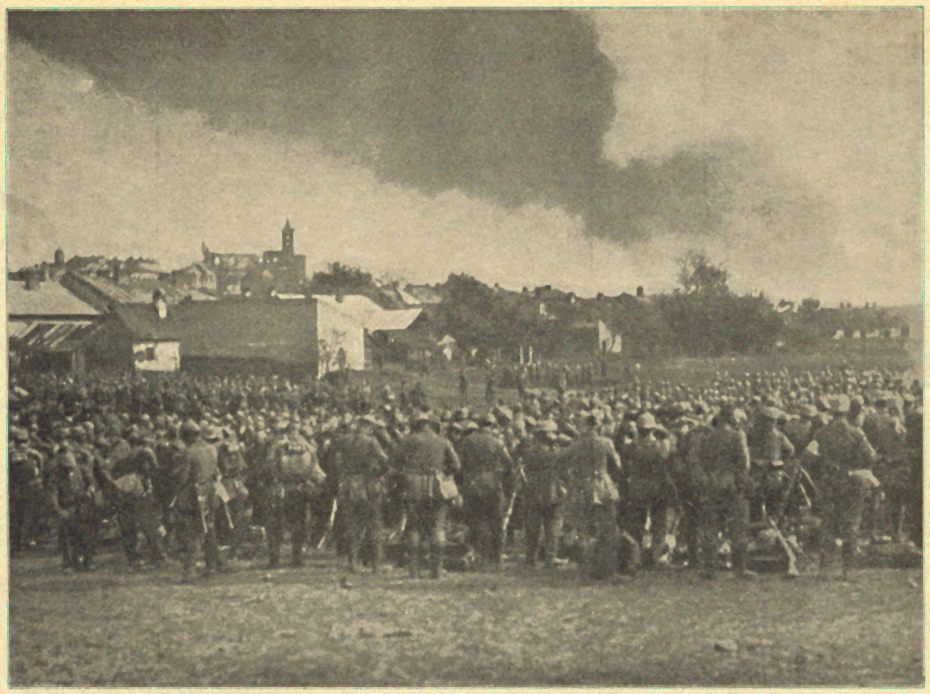
Gorlice trong trận đánh ngày 2 tháng 5

Với tốc độ tấn công nhanh như vũ bão, quân Đức và Áo-Hung đã mở rộng cửa đột phá từ 40 km đến 462 km vào thời điểm ngày 15 tháng 5. Trên khắp mặt trận, họ đã thọc sâu đến 97 km từ các địa điểm khởi phát của mình (hay 145 km từ các ga tiếp tế), vượt các sông Wisloka, Wislok và Jasiolka. Việc quân Đức đánh chiếm Zmigrod và các vùng phụ cận đã uy hiếp sườn phải quân Nga trên dãy Karpath, buộc các tập đoàn quân số 3, 8 (tướng Aleksey A. Brusilov) và 11 (tướng Dmitry G. Shcherbachev) của Nga phải hối hả rút về mạn đông. Tập đoàn quân số 3 Áo-Hung cũng dốc sức rượt đuổi đối phương và xóa sổ sư đoàn bộ binh 48 Nga bằng một đòn hợp vây. Nguy cơ về một cuộc xâm lược của Nga vào Hungary giờ đây đã tan biến. 
Sau khi dùi một lỗ hổng lớn vào phòng tuyến của Dimitriev, Mackensen thỉnh ý Falkenhayn về mục tiêu kế tiếp của chiến dịch. Falkenhayn và Conrad đồng thuận mục tiêu tiếp theo là đánh chiếm pháo đài Przemyśl và hình thành các đầu trên sông San. Để tiết kiệm đạn pháo, các chỉ huy phe Trung tâm quyết định tổ chức chiến dịch theo các giai đoạn ngắn. Mục đích trước tiên là chiếm Jaroslau và Radymno nhằm cắt đứt các tuyến đường sắt của Nga trên mạn bắc Przemyśl đồng thời tạo bàn đạp cho tập đoàn quân số 11 Đức và tập đoàn quân số 3 Áo-Hung lập đầu cầu trên sông San. Thực thi kế hoạch, tập đoàn quân số 11 mở một loạt đợt tấn công ngắn từ ngày 13 cho đến ngày 18 tháng 5, với hướng tấn công chính chuyển từ mạn nam lên mạn bắc. Sau khi chiếm được các khu vực phía tây Jaroslau và Radymno, Mackensen lại cho quân nghỉ chân 5 ngày để các đoàn hậu cần theo kịp và tiếp ứng đạn pháo. Thêm vào đó, theo như Mackensen và Seeckt giải trình với Falkenhayn, các đầu cầu qua sông San cần được mở rộng để hỗ trợ cho tập đoàn quân số 11 quay xuống phía đông nam đánh Przemyśl nếu cần thiết.

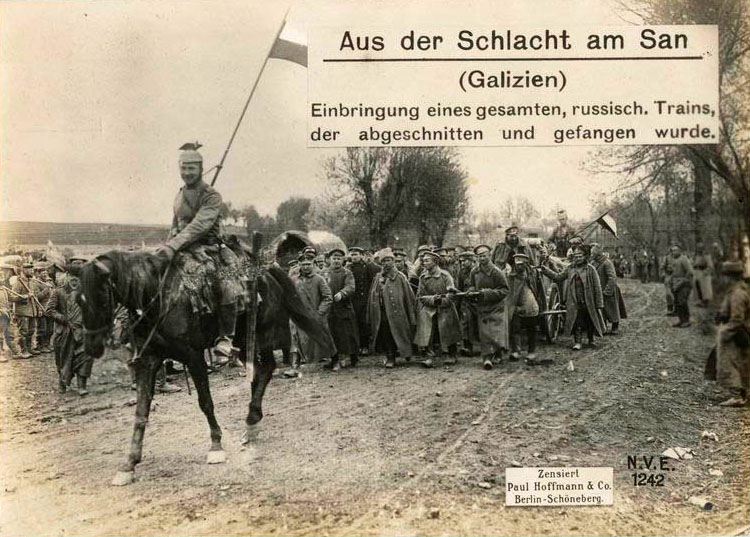
Lính Đức áp giải tù binh Nga trên mặt trận San.

Sau khi tái phát động tấn công vào ngày 24 tháng 5, quân Đức đã đập tan sự chống cự kiên cường của quân Nga ở Jaroslau và Radymno, và Radymno và thiết lập các đầu cầu qua sông San. Nhận thấy tập đoàn quân số 3 Áo-Hung tiến chậm chạp về Przemyśl từ hai hướng tây và nam, tập đoàn quân số 11 lại chuyển mũi tấn công xuống phía nam và đông nam. Cuối tháng 5, quân đoàn Dự bị XXXI Đức đã ở tư thế sẵn sàng cắt đứt các tuyến liên lạc phía đông của Przemyśl trong khi sư đoàn bộ binh 11 Bayern và các thành phần thuộc quân đoàn Vệ binh chuẩn bị tập kích vành đai công sự của Przemyśl từ phía bắc dưới sự yểm trợ của pháo binh hạng nặng. Cuộc vây hãm Przemyśl chỉ kéo dài 4 ngày. Đúng như Seeckt dự đoán, các thành lũy của Przemyśl không thể địch nổi pháo binh hạng nặng Đức–Áo-Hung được hỗ trợ bởi một vị trí quan sát tốt và bởi không quân trinh thám. Sau khi vệ binh Phổ và quân Bayern chiếm được một số pháo đài vòng ngoài, đồn binh Nga mở một cuộc phản công dữ dội vào ngày 2 tháng 6. Thất bại của cuộc phản công này đánh dấu sự thất thủ hoàn toàn của Przemyśl. Phần lớn đồn binh Nga chạy khỏi pháo đài và phá cầu bắc qua sông San.
Đến đây, chiến dịch của Mackensen đã đạt được thắng lợi giòn giã, mặc dù một số tác giả thời hậu chiến đánh giá đây là một thắng lợi không hoàn chỉnh vì không có một cuộc hợp vây quy mô lớn nào gắn liền với nó. Trên thực tế, chiến dịch đã đem lại cho khối Trung tâm một lượng chiến lợi phẩm còn lớn hơn trong trận Tannenberg. Trong một bức thư gửi Conrad vào ngày 17 tháng 5, Falkenhayn ước tính các đoàn binh của Mackensen đã bắt được 170.000 tù binh, cộng thêm 100 đại bác và 300 súng máy. Tổng thiệt hại của Phương diện quân Tây Nam vào tháng 5 là 420.000 người; trái lại, quân Đức chỉ tổn thất khoảng 28.000, trong đó 5.500 người bị giết.  Sau khi đoạt lại Przemyśl, Falkenhayn và Conrad quyết định tung quân của Mackensen vào một mặt trận rộng lớn về phía đông nhằm chiếm Lemberg là thủ phủ xứ Galicia. Sau nhiều tranh cãi với Conrad, Falkenhayn đã giao cho Mackensen quyền chỉ đạo trực tiếp các tập đoàn quân số 2 (thượng tướng kỵ binh Eduard von Böhm-Ermolli chỉ huy) và 4 (đại công tước Joseph Ferdinand chỉ huy) của Áo-Hung nằm hai bên sườn tập đoàn quân số 11. Đồng thời, Mackensen và Seeckt cũng được chi viện một số sư đoàn từ mặt trận Tây Âu và từ cụm tập đoàn quân của Hindenburg-Ludendorff. 

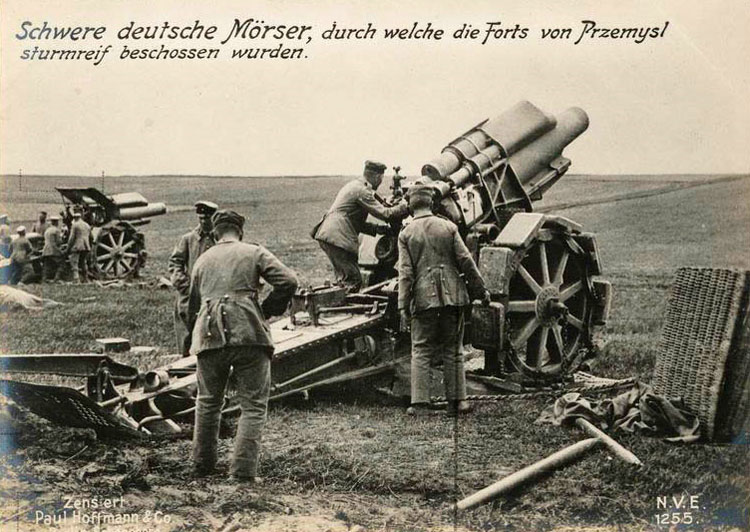
Súng cối hạng nặng của Đức trong trận vây hãm Przemyśl.

Sau vài ngày dừng quân để nhận tiếp tế và viện binh đồng thời dò la tin tức về phòng tuyến mới của Nga, Mackensen và Seeckt tiếp tục tiến công vào ngày 13 tháng 6 sau một trận nã pháo ngắn như dữ dội. Liên quân Đức–Áo-Hung nhanh chóng xuyên thủng chiến tuyến quân Nga và thọc sâu về hướng đông và đông bắc. Thêm 35.000 quân Nga đã được thêm vào danh sách tù binh của khối Trung tâm. Vào ngày 18 tháng 6, quân Đức và Áo-Hung đã đến sát trận địa Grodek, một tuyến phòng thủ được xây dựng vội vã dựa trên một hệ thống sông hồ phía tây và tây nam Lemberg. Không những Mackensen và Seeckt mà ngay đến bộ chỉ huy Nga cũng tin chắc rằng tuyến Grodek sẽ bị đánh thủng dễ dàng. Được hỗ trợ bởi không quân trinh sát, Mackensen và Seeckt quyết định chọc thủng trận tuyến phía bắc Grodek. Họ xác định mục tiêu tấn công là Rava Ruska, một trung tâm liên lạc quan trọng trên mạn bắc Lemberg. Việc đánh chiếm Rava Ruska và tuyến đường sắt của nó sẽ cô lập Lemberg và phía bắc và cắt đứt liên lạc giữa các phương diện quân Tây Nam và Tây Bắc của Nga.
Ngày 19 tháng 6, Mackensen xua sư đoàn bộ binh 119 và quân đoàn Vệ binh Phổ ào ạt xông lên đánh tuyến Grodek và giành được thắng lợi đáng kể. Đặc biệt, cuộc tấn công của quân đoàn Vệ binh đã được thực hiện dưới sự hiện diện trực tiếp của Đức hoàng, Falkenhayn và các tướng tùy tùng. Đến ngày 22 tháng 6, các thành phần thuộc tập đoàn quân số 2 Áo-Hung đã quét sạch quân Nga khỏi Lemberg. Việc chiếm lại thủ phủ vùng Galicia đã lên dây cót đáng kể cho tinh thần quân lực Áo-Hung. Các lễ ăn mừng được tổ chức rầm rồ tại Viên, Teschen và Press. Đồng thời, chiến thắng Lemberg cũng đem lại chiếc gậy Thống chế cho Mackensen. Quân Đức và Áo-Hung vượt sông Dniester trong các ngày 23 – 27 tháng 6.

## Kết cục
Chiến dịch tấn công Gorlice–Tarnów kết thúc với chiến thắng vẻ vang của khối Liên minh Trung tâm. Trong giai đoạn từ ngày 2 tháng 5 cho đến ngày 22 tháng 6, tập đoàn quân số 11 Đức cùng các tập đoàn quân số 2, 3 và 4 Áo-Hung đã thọc sâu đến 299 km. Tuy vậy, cái giá họ phải trả là không nhỏ: trong các ngày 2 tháng 5 – 22 tháng 6, tập đoàn quân số 11 Đức chịu thương vong khoảng 87.000 người, trong đó 12.000 thiệt mạng. Phần lớn tổn thất của Đức thuộc về quân đoàn Dự bị XXXXI và quân đoàn Vệ binh, trong đó nhiều đơn vị bộ binh bị giảm xuống còn một nửa hoặc chưa đầy một nửa binh lực. Bên cạnh đó, Nga chịu thiệt hại hết sức ghê gớm, với 10 vạn người tử trận hoặc bị thương, cộng thêm 250.000 bị bắt làm tù binh. Thêm vào đó, quân Đức và Áo-Hung đã thu giữ hoặc phá hủy 224 cỗ đại bác, hàng trăm khẩu súng máy và hàng chục vạn khẩu súng trường. Đây là những tổn thất nghiêm trọng mà phía Nga khó thể bù đắp. 
Thảm bại tại Galicia cũng làm tan vỡ tinh thần quân đội Nga ở khu vực này. Theo như thượng tướng bộ binh Hermann von François - tư lệnh quân đoàn Dự bị XXXXI Đức cho hay, nhiều lính Nga bị bắt trên tuyến Grodek đã tỏ ra vui lòng khi được giải về trại tù binh của Đức và Áo. 

### Các chiến dịch kế tiếp của phe Trung tâm

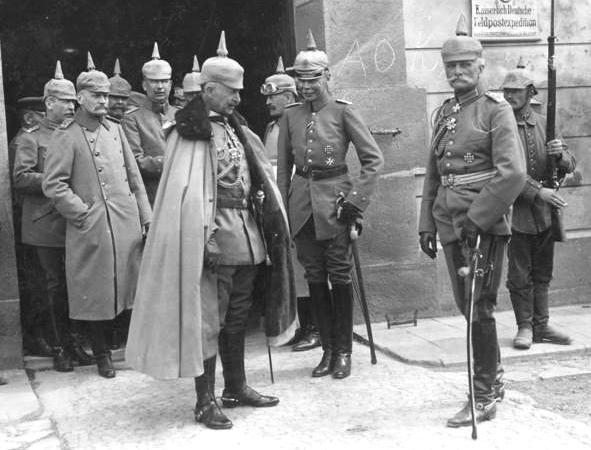
Seeckt và Mackensen yết kiến Đức hoàng Wilhelm II trên chiến trường Đông Âu (1915).

Sau khi đánh sụm phương diện quân Tây Nam vào tháng 6, Seeckt nhận định thời cơ đã đến để tiêu diệt phương diện quân Tây Bắc và có thể loại Nga khỏi vòng chiến bằng một hòa ước riêng biệt. Được sự đồng thuận của Mackensen, Seeckt đề xuất chuyển hướng tấn công lên phía bắc vào ngày 24 tháng 6. Cụ thể là, được hỗ trợ bởi một mũi tấn công của cụm tập đoàn quân Hindenburg, cụm tập đoàn quân Mackensen sẽ đánh lên mạn bắc và xâm nhập Ba Lan thuộc Nga từ phía nam. Nếu như phe Trung tâm toàn thắng, phương diện quân Tây Bắc của Nga sẽ bị sập bẫy tại Ba Lan phía tây sông Bug. Falkenhayn đồng ý và nhận được sự tán đồng của Hoàng đế vào ngày 28 tháng 6. Mặc dù Hindenburg và Ludendorff bất đồng với các mục tiêu mà Falkenhayn đặt ra cho cụm tập đoàn quân của họ trong chiến dịch sắp tới, ý kiến của họ đã bị gạt sang một bên bởi Đức hoàng và Bộ Chỉ huy Tối cao. Trong cuộc hội thảo giữa Bộ Chỉ huy Tối cao với Hindenburg và Ludendorff tại Posen vào ngày 2 tháng 7, Wilhelm II chính thức chấp thuận đề xuất của Seeckt, Mackensen và Falkenhayn. 
Sau thời gian ngắn chuẩn bị, liên quân Đức-Áo ào ạt tấn công lên phía bắc và đông bắc vào giữa tháng 7. Được hỗ trợ bởi các mũi tấn công thứ yếu của Hindenburg, cái mà báo chí Nga gọi là "phương trận Mackensen" tấn công mãnh liệt và liên tiếp chọc thủng các tuyến phòng ngự được xây dựng vội vã của Nga. Sau khi chiếm được Warszawa vào ngày 4 tháng 8, quân khối Trung tâm đã quét sạch quân Nga khỏi Ba Lan trong thời điểm cuối tháng 8 năm 1915. Kết thúc chiến dịch, quân Đức đã chiếm được Brest-Litovsk vào ngày 26 tháng 8 và Grodno vào ngày 2 tháng 9. Trong một chiến dịch kế tiếp, quân Đức thọc vào miền tây Nga và Litva. Mặc dù vậy, đại công tước Nikolai Nikolayevich đã rút được lực lượng vào nội địa Nga, làm Đức không thể thực hành hợp vây tiêu diệt phương diện quân Tây Bắc và loại Nga khỏi vòng chiến. Về ngoại giao, các chiến dịch của Đức và Áo-Hung đã đem lại kết quả lẫn lộn: mặc dù những chiến thắng của Mackensen không thể ngăn ngừa Ý tuyên chiến với Áo-Hung vào ngày 23 tháng 5, những diễn biến tại Galicia đã thuyết phục chính phủ Romania từ chối nhảy vào cuộc chiến mặc dù Nga hứa sẽ chia chác lãnh thổ Áo-Hung với Romania. 
Dù gì, trong năm 1915, Mackensen và Seeckt đã đạt được một trong những trận thắng lớn nhất trong cuộc chiến. Các chiến dịch của họ đã giáng một đòn đau vào nỗ lực chiến tranh của Nga, gây cho Nga thiệt hại khổng lồ về nhân lực và tài lực. Theo sử gia Hew Strachan, Mackensen và Seeckt, chứ không phải Hindenburg và Ludendorff, là bộ đôi chỉ huy thành công nhất của Đức trong cuộc chiến. Đồng thời, những thất bại ê chề tại Galicia đã dẫn đến việc Nga hoàng Nikolai II huyền chức Nikolay Nikolayevich và đứng ra trực tiếp chỉ huy quân đội. Đây là một quyết định tai hại cho tương lai của chế độ Nga hoàng.